# The Essential Electric Light Orchestra
The Essential Electric Light Orchestra je ameriški kompilacijski album skupine Electric Light Orchestra (ELO), ki je izšel leta 2003. Album je del Sonyjeve serije The Essential. Pred to kompilacijo ELO sta le v ZDA izšli kompilaciji Olé ELO (1976) in Strange Magic: The Best of Electric Light Orchestra (1995).
2. septembra 2008 je izšla ekološka reizdaja albuma z naslovom Playlist: The Very Best of Electric Light Orchestra, ki je vsebovala multimedijski del s fotografijami.
Tretja reizdaja leta 2011 je album razširila na dve zgoščenki z drugačnim vrstnim redom skladb. To je tretji album ELO, ki vsebuje kronološki pregled skladb skupine. Prvotna naslovnica je bila malce spremenjena.

## Originalna izdaja

### Seznam skladb
Vse pesmi je napisal in uglasbil Jeff Lynne, razen »Roll Over Beethoven« Chuck Berry in Ludwig van Beethoven.
| Št. | Naslov                                     | Z albuma                 | Dolžina |
| --- | ------------------------------------------ | ------------------------ | ------- |
| 1.  | „Evil Woman‟ (single verzija)              | Face the Music, 1975     | 4:19    |
| 2.  | „Do Ya‟                                    | A New World Record, 1976 | 3:47    |
| 3.  | „Can't Get It Out of My Head‟              | Eldorado, 1974           | 4:26    |
| 4.  | „Mr. Blue Sky‟                             | Out of the Blue, 1977    | 5:08    |
| 5.  | „Strange Magic‟ (britanska single verzija) | Face the Music           | 4:07    |
| 6.  | „Livin' Thing‟                             | A New World Record       | 3:33    |
| 7.  | „Turn to Stone‟                            | Out of the Blue          | 3:48    |
| 8.  | „Sweet Talkin' Woman‟                      | Out of the Blue          | 3:49    |
| 9.  | „Telephone Line‟                           | A New World Record       | 4:40    |
| 10. | „Shine a Little Love‟                      | Discovery, 1979          | 4:42    |
| 11. | „Hold on Tight‟                            | Time, 1981               | 3:08    |
| 12. | „Calling America‟                          | Balance of Power, 1986   | 3:28    |
| 13. | „Rock 'n' Roll Is King‟ (urejena verzija)  | Secret Messages, 1983    | 3:17    |
| 14. | „Don't Bring Me Down‟                      | Discovery                | 4:04    |
| 15. | „Roll Over Beethoven‟ (single verzija)     | ELO 2, 1973              | 4:33    |

## Izdaja iz 2011

### Disk 1
Vse pesmi je napisal in uglasbil Jeff Lynne, razen »Roll Over Beethoven« Chuck Berry in Ludwig van Beethoven.
| Št. | Naslov                                     | Z albuma                                     | Dolžina |
| --- | ------------------------------------------ | -------------------------------------------- | ------- |
| 1.  | „10538 Overture‟ (7" verzija)              | The Electric Light Orchestra, 1971           | 4:05    |
| 2.  | „Roll Over Beethoven‟ (single verzija)     | ELO 2, 1973                                  | 4:33    |
| 3.  | „Showdown‟                                 | On the Third Day, 1973 (ZDA); Showdown, 1974 | 4:10    |
| 4.  | „Ma-Ma-Ma Belle‟ (single verzija)          | On the Third Day                             | 3:38    |
| 5.  | „Can't Get It Out of My Head‟ (7" verzija) | Eldorado, 1974                               | 3:08    |
| 6.  | „Evil Woman‟                               | Face the Music, 1975                         | 4:13    |
| 7.  | „Nightrider‟ (7" verzija)                  | Face the Music                               | 3:43    |
| 8.  | „Strange Magic‟                            | Face the Music                               | 4:08    |
| 9.  | „Livin' Thing‟                             | A New World Record, 1976                     | 3:33    |
| 10. | „Do Ya‟                                    | A New World Record                           | 3:46    |
| 11. | „Rockaria!‟                                | A New World Record                           | 3:13    |
| 12. | „Telephone Line‟                           | A New World Record                           | 4:41    |
| 13. | „Turn to Stone‟                            | Out of the Blue, 1977                        | 3:50    |
| 14. | „Mr. Blue Sky‟                             | Out of the Blue                              | 5:04    |
| 15. | „Sweet Talkin' Woman‟                      | Out of the Blue                              | 3:49    |
| 16. | „Wild West Hero‟                           | Out of the Blue                              | 4:43    |
| 17. | „It's Over‟                                | Out of the Blue                              | 4:10    |
| 18. | „Shine a Little Love‟                      | Discovery, 1979                              | 4:11    |

### Disk 2
Vse pesmi je napisal in uglasbil Jeff Lynne.
| Št. | Naslov                                  | Z albuma               | Dolžina |
| --- | --------------------------------------- | ---------------------- | ------- |
| 1.  | „Don't Bring Me Down‟                   | Discovery              | 4:04    |
| 2.  | „The Diary of Horace Wimp‟              | Discovery              | 4:17    |
| 3.  | „Confusion‟                             | Discovery              | 3:40    |
| 4.  | „Last Train to London‟                  | Discovery              | 4:32    |
| 5.  | „I'm Alive‟                             | Xanadu, 1980           | 3:44    |
| 6.  | „Xanadu‟ (nova verzija)                 | Xanadu                 | 3:22    |
| 7.  | „All Over the World‟                    | Xanadu                 | 4:03    |
| 8.  | „Don't Walk Away‟                       | Xanadu                 | 4:47    |
| 9.  | „Hold on Tight‟                         | Time, 1981             | 3:08    |
| 10. | „Twilight‟                              | Time                   | 3:45    |
| 11. | „Ticket to the Moon‟                    | Time                   | 4:08    |
| 12. | „The Way Life's Meant to Be‟            | Time                   | 4:40    |
| 13. | „Rock 'n' Roll Is King‟ (singl verzija) | Secret Messages, 1983  | 3:08    |
| 14. | „Secret Messages‟                       | Secret Messages        | 4:45    |
| 15. | „Four Little Diamonds‟                  | Secret Messages        | 4:07    |
| 16. | „Calling America‟                       | Balance of Power, 1986 | 3:31    |
| 17. | „So Serious‟                            | Balance of Power       | 2:44    |
| 18. | „Surrender‟                             | A New World Record     | 2:33    |
| 19. | „Latitude 88 North‟                     | Out of the Blue        | 3:23    |

## Glasbeniki
- Jeff Lynne – vokali, kitare, klaviature
- Bev Bevan – bobni, tolkala
- Richard Tandy – klaviature, kitara
- Kelly Groucutt – bas kitara, vokali (1974 in naprej)
- Mike de Albuquerque – bas kitara, vokali (do 1974)
- Mik Kaminski – violina
- Wilfred Gibson – violina pri »Roll Over Beethoven« in »Showdown«
- Mike Edwards – čelo (do 1974)
- Melvyn Gale – čelo (1974 in naprej)
- Hugh McDowell – čelo
- Colin Walker – čelo pri »Roll Over Beethoven« in »Showdown«
- Marc Bolan – kitara pri »Ma-Ma-Ma Belle«
- Roy Wood – vokali, kitare, čelo, bas, pihala pri »10538 Overture«